# Dalahest
En dalahest (svensk: dalahäst) er traditionelt en rødmalet, stiliseret træhest, som efterhånden hovedsageligt fremstilles i Nusnäs ved Mora i Dalarna. Bidsel og tømme males som regel i hvide og blå mønstre. Udover malet i rødt forekommer den nu også i alle mulige grundfarver. Sædvanlige grundfarver i den første halvdel af 1900-tallet var rød blymaling, hvis formål var at efterligne den brune hest, og hvidt/lysegråt med indslag af blåt på blandt andet benene og i pletter på kroppen, hvis formål var at efterligne skimmelhesten.
Dalahesten er en af de mest almindelige symboler for Sverige og i særdeleshed for traditionel svensk almuekultur.

## Historie
Dalaheste er blevet fremstillet siden 1600-talet som et biprodukt af møbelfremstilling, eller som et legetøj udskåret i hjemmene. Dekorationen er den samme som findes i den øvrige samtidige almuekunst, særligt kurbitsmaleriet. Prangere begyndte at medbringe dalahestene i deres udvalg. Meget smukke heste af høj kvalitet fremstilledes i slutningen af 1800-tallet og begyndelsen af 1900-tallet i Risa, Bergkarlås og Vattnäs i Dalarne. På Verdensudstillingen i New York i 1939 repræsenterede dalahesten Sverige, og siden har den været et ofte anvendt symbol på landet. En tre meter høj dalahest sendtes til New York og tæt på et tons små dalaheste solgtes i souvenirbutikken under verdensudstillingen.